# I Will Wait (canção de Mumford & Sons)
"I Will Wait" é um canção da banda britânica Mumford & Sons, contida em seu segundo álbum de estúdio Babel. Foi composta por Marcus Mumford e produzida por Markus Dravs. A faixa foi lançada como primeiro single do disco em 8 de agosto de 2012.

## Recepção

### Recepção da Critica
A canção recebeu análises geralmente favoráveis. Grady Smith, da Entertainment Weekly deu a canção um comentário positivo, dizendo como a canção "remonta a sua indicação ao Grammy, com seu refrão gritado, buzinas triunfantes, um bumbo de condução, e uma letra sincera sobre um relacionamento tão perfeito que tem Marcus Mumford ajoelhando-se em reverência, levantando as mãos, e desejando para a sua mente para ser 'libertado das mentiras'". 'Stephanie Middleton em uma análise ao The Celebrity Cafe disse: "Com vocais intocáveis e harmônicos, os caras conseguem criar outra canção 'Mumford & Sons' genuína". Katie Hasty escreveu ao HitFix que "Marcus é um tonto, porém ele tem um problema com a repetição", mas também disse que "eles trazem para casa quando eles pulam uma oitava acima e batem no inferno a fora do coro", ela concluiu com "Essa música poderia ser grandiosa". 'Liv Carter' em uma resenha para o Urban Country News classificou a canção como um "patamar a cima". Revendo a música depois que começou a receber airplay na rádio do país, ela o chamou de "uma peça perfeita de folk-rock que mais do que merece ser apresentado ao público de rádio mais ampla do país".

### Prêmios e Indicações
| Ano  | Prêmio        | Categoria               | Trabalho Nomeado | Resultado | Ref.  |
| ---- | ------------- | ----------------------- | ---------------- | --------- | ----- |
| 2013 | Grammy Awards | Melhor Canção de Rock   | I Will Wait      | Indicado  | [ 5 ] |
| 2013 | Grammy Awards | Melhor Performance Rock | I Will Wait      | Indicado  | [ 5 ] |

## Desempenho nas tabelas musicais

### Posições
| Parada (2012/2013)                  | Melhor Posição |
| ----------------------------------- | -------------- |
| Alemanha (Media Control)            | 53             |
| Austrália (ARIA Charts)             | 23             |
| Áustria (Ö3 Austria Top 40)         | 27             |
| Bélgica (Ultratop Flandres)         | 14             |
| Canadá (Canadian Hot 100)           | 9              |
| Escócia (Official Charts Company)   | 9              |
| Espanha (Spanish Singles)           | 48             |
| Estados Unidos (Billboard Hot 100)  | 12             |
| Estados Unidos (Pop Songs)          | 16             |
| Estados Unidos (Adult Pop Songs)    | 1              |
| Estados Unidos (Adult Contemporary) | 11             |
| Estados Unidos (Alternative Songs)  | 1              |
| Estados Unidos (Rock Songs)         | 1              |
| França (French Singles Chart)       | 93             |
| Irlanda (Irish Singles Chart)       | 7              |
| Japão (Japan Hot 100)               | 25             |
| Noruega (VG-lista)                  | 20             |
| Nova Zelândia (RIANZ Charts)        | 4              |
| Holanda (MegaCharts)                | 34             |
| Suécia (Sverigetopplistan)          | 50             |
| Suíça (Schweizer Hitparade)         | 39             |
| Reino Unido (UK Singles Chart)      | 12             |

| País           | Associação   | Certificação | Vendas     | Ref.   |
| -------------- | ------------ | ------------ | ---------- | ------ |
| Austrália      | ARIA         | 3× Platina   | 210,000+   | [ 28 ] |
| Canadá         | Music Canada | 4× Platina   | 240,000+   | [ 29 ] |
| Estados Unidos | RIAA         | 3× Platina   | 3,000,000+ | [ 30 ] |
| Nova Zelândia  | RIANZ        | Platina      | 15,000+    | [ 31 ] |
| Reino Unido    | BPI          | Ouro         | 400,000+   | [ 32 ] |

## Histórico de lançamento
| País           | Data                 | Formato          | Gravadora |
| -------------- | -------------------- | ---------------- | --------- |
| Estados Unidos | 8 de agosto de 2012  | Download digital | Island    |
| Reino Unido    | 28 de agosto de 2012 | Download digital | Island    |